# Arekeri Forest - Iii, Virajpet
Arekeri Forest - Iii là một làng thuộc tehsil Virajpet, huyện Kodagu, bang Karnataka, Ấn Độ.